# كلية ريازان العسكرية الجوية
كلية ريازان العسكرية الجوية:
هو معهد تعليمي عسكري، تابع لوزارة الدفاع الروسية، يقع في ريازان، على بعد حوالي 200 كيلومتر (120 ميل) من جنوب الشرقي لموسكو.